# Shridath Ramphal

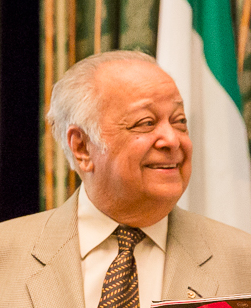
Shridath Ramphal (2015)

Sir Shridath Surendranath „Sonny“ Ramphal, GCMG, AC, ONZ, QC, Kt (* 3. Oktober 1928 in New Amsterdam, Britisch-Guayana; † 30. August 2024) war ein Politiker aus Guyana und Generalsekretär des Commonwealth of Nations.

## Leben
Nach der Schulausbildung am Queen’s College in Georgetown studierte er zunächst am King’s College London und danach Rechtswissenschaften an der Law School der Harvard University. Im Anschluss war er nach seiner Zulassung 1953 als Rechtsanwalt tätig. Danach war er zwischen 1954 und 1956 Assistent des Ersten Kronanwalts und übernahm anschließend eine Tätigkeit als Rechtsberater (Legal Draftsman) für Gesetzgebungsverfahren ein und erhielt als solcher 1958 die Beförderung zum Leitenden Rechtsberater (First Legal Draftsman) der Westindischen Föderation. Im Anschluss war er von 1959 bis 1961 Zweiter Kronanwalt und danach Assistent des Ersten Kronanwalts der Westindischen Inseln. 1965 erfolgte seine Wahl zum Abgeordneten der Nationalversammlung von Guyana, der er bis 1975 angehörte. Darüber hinaus war er von 1965 bis 1973 schließlich selbst Erster Kronanwalt.
Nach der Souveränität Guyanas von Großbritannien am 26. Mai 1966 wurde er Staatsminister im Außenministerium. Ramphal wurde für seine Verdienste 1970 zum Knight Bachelor geschlagen. 1972 erfolgte seine Ernennung zum Außenminister in der Regierung von Premierminister Forbes Burnham.
1975 wurde er als Nachfolger von Arnold Smith zum Generalsekretär des Commonwealth of Nations gewählt. Dieses Amt bekleidete er nach seinen Wiederwahlen 1980 und 1985 bis zu seiner Ablösung durch Emeka Anyaoku im Jahre 1990.
Im Anschluss war er von 1989 bis 2002 Kanzler der University of Warwick. Von 1991 bis 1994 war er Präsident der IUCN (Weltnaturschutzunion). Des Weiteren war er bis 2003 auch Kanzler der University of the West Indies sowie zeitweise der Universität Guyana.
Ramphal wurde mehrfach ausgezeichnet, unter anderem als Knight Grand Cross des Order of St. Michael and St. George und als Companion des Order of Australia. Ferner erhielt er den jamaikanischen Order of Merit sowie den Order of New Zealand.